# 前66年
| 千纪： | 前1千纪 |
| 世纪： | 前2世纪 \| 前1世纪 \| 1世纪                                                                                |
| 年代： | 前90年代 \| 前80年代 \| 前70年代 \| 前60年代 \| 前50年代 \| 前40年代 \| 前30年代                           |
| 年份： | 前71年 \| 前70年 \| 前69年 \| 前68年 \| 前67年 \| 前66年 \| 前65年 \| 前64年 \| 前63年 \| 前62年 \| 前61年 |
| 纪年： | 西汉地节四年                                                                                               |

## 大事记
- 霍光一族遭到滿門抄斬，僅女婿金賞因告發謀反一事被赦免，皇后霍成君也被廢處昭台宮。

## 出生
- 召西奴

## 逝世
- 霍禹，中国西汉大司马。权臣霍光之子、皇后霍成君的兄弟。
- 霍顯，中國西漢時期大司马霍光繼室，霍成君生母。
- 霍山，中国汉朝政治人物。霍去病的孙子，霍光的侄孙子，开始为奉车都尉、侍中。
- 冯子都，霍光的监奴（管家奴）。
- 鄧廣漢，西汉人，霍光的长女婿。
- 范明友，西漢大將，為當時執政的大將軍霍光女婿。
- 任胜，西汉人，霍光的次女婿。
- 赵平，西汉人物。霍光的女婿。
- 劉熊渠，汉朝宗室，汉景帝的儿子长沙定王刘发的孙子。